# Старий Будків
Старий Будків (біл. вёска Старой Будкаў) — село в складі Березинського району Мінської області, Білорусь. Село підпорядковане Поплавській сільській раді, розташоване в східній частині області.